# Mack 10 (album)
Mack 10 è il primo album in studio del rapper statunitense Mack 10, pubblicato nel 1995

## Tracce
1. Mickey D's Lick (Intro) – 0:51
2. Foe Life (featuring Ice Cube) – 4:14
3. Wanted Dead – 3:57
4. On Them Thangs (featuring the Mary Jane Girls) – 5:07
5. Pigeon Coup – 0:31
6. Chicken Hawk – 4:23
7. Here Comes the G – 4:12
8. Westside Slaughterhouse (Westside Connection) – 4:50
9. Niggas Dog Scrapping – 0:34
10. Armed and Dangerous – 3:08
11. H.O.E.K. (featuring K-Dee) – 3:38
12. 10 Million Ways – 4:22
13. Mozi-Wozi – 4:39
14. Mack 10's the Name – 3:19